# Liste des évêques d'Anagni
Cette liste recense les évêques qui se sont succédé sur le siège d'Anagni. En 1972, Vittorio Ottaviani, évêque d'Alatri, est également nommé évêque d'Anagni unissant les deux diocèses in persona episcopi. Les deux sièges sont pleinement unis en 1986 et la nouvelle circonscription prend le nom actuel de diocèse d'Anagni-Alatri. 

## Évêques d'Anagni
- 487 Felix
- 495 Fortunatus
- 595 Pelagio
- 649 Opportuno
- 680 Maurizio
- 721 Grégoire Ier (Giorgi)
- 743 Cesario Anagnas
- 757 Costantin
- 769 Nirgozio
- 836 Romuald
- 847 Sebastian
- 853 Nicolò Ier
- 860 Zacharias
- 863 Alboni
- 872 Zacharias
- 883 Étienne
- 898 Lucido
- 993 Giovanni Ier
- 1000 Luitardo
- 1006 Trasmondo
- 1015 Benoît Ier
- 1015 Giovanni II
- 1040 Romaldo
- 1061 Bernardo
- 1062 Saint Pierre Ier
- 1106 Othon de Bamberg
- 1112 Pierre II
- 1124 Oiolino
- 1133 Raono
- 1146 Grégoire II
- 1154 Eleuterio (Lotario)
- 1158 Nauclero Alessandro II
- 1179 Asaele
- 1180 Giovanni III
- 1196 Giovanni IV
- 1209 Giovanni V
- 1224 Albert
- 1237 Pandolfo
- 1256 Niccolò II
- 1257 Giovanni VI Compatro
- 1263 Lando
- 1276 Pietro III Gaetano
- 1278 Nicolò III
- 1280 Pietro IV
- 1289 Gerardo Pigoletto
- 1290 Pietro V
- 1295 Pietro VI
- 1299 Leonardo
- 1320 Pietro VII
- 1327 Alemanno di Montefiascone
- 1330 Giovanni VII Pagnotta
- 1342 Giovanni VIII de Scrofano
- 1348 Pietro VIII dei Grassinis
- 1363 Giovanni Giacomo
- 1370 Nicolò IV
- 1382 Tommaso Ier
- 1399 Giacomo Ier da Trevi
- 1401 Angelo degli Afflitto
- 1405 Tommaso II di Celano
- 1418 Angelotto Fosco
- 1428 Ottone de Varria
- 1429 Francesco I. di Genazzani
- 1451 Salvato
- 1478 Giovanni X de Cremonensibus
- 1478 Taddeo
- 1478 Gentile
- 1479 Antonio
- 1484 Francesco II Mascambruni
- 1500 Ferdinando Sancio di Cassyo
- 1515 Giacomo II Bongalli
- 1517 Francesco Soderini, administrateur apostolique)
- 1523 Luca De Joamnis (administrateur apostolique)
- 1525 Conrado Carbonari
- 1534 Gianvincenzo Carafa
- 1541 Pedro Sarmiento
- 1541 Michele Torelli
- 1545 Zaccaria Rondani
- 1572 Benedetto Lomellini
- 1579 Gaspare Viviani
- 1605 Vittorio Guarino
- 1607 Antonio Seneca di Norcia
- 1626 Gaspare Melis
- 1642 Sebastiano Gentile
- 1646 Pier Francesco Filonardi
- 1662 Gian Lorenzo Castiglione
- 1681 Bernardino Masseri
- 1696 Pietro Paolo Ier  Gerardi
- 1708 Giambattista Ier Bassi
- 1737 Gian Antonio Bacettoni
- 1750 Domenico Monti
- 1766 Giambattista II. Filipponi-Teadermi
- 1778 Cirillo Antonino
- 1789 Giovanni XI Devoti
- 1804 Gioacchino Tosa
- 1815 Luca Amici (administrateur apostolique)
- 1816N. Biordo
- 1817 Giuseppe Maria Lais
- 1831 Pier Francesco Muccioli
- 1838 Vincenzo Annovazzi
- 1846 Pietro Paolo II Trucchi
- Clemente Pagliaro (1857–1875)
- Domenico Pietromarchi (1875–1894)
- Antonino Sardi (1894–1912)
- Silvio Gasperini (1912–1923)
- Luigi Mazzini (1923–1926)
- Gaudenzio Manuelli (1927–1931)
- Attilio Adinolfi (1931–1945)
- Giovanni Battista Piasentini (1946–1952)
- Enrico Romolo Compagnone, O.C.D. (1953–1972)
- Vittorio Ottaviani (1972–1973)

## Évêques d'Anagni-Alatri
- Umberto Florenzani (1973–1987)
- Luigi Belloli (1987–1999)
- Francesco Lambiasi (1999–2002)
- Lorenzo Loppa (it) (2002–2022)
- Ambrogio Spreafico (it) (2022-2025)
- Santo Marcianò (it) (depuis 2025)